# Johan Papaconstantino
Johan Papaconstantino, né le 16 décembre 1991 à Aix-en-Provence, est un auteur-compositeur-interprète et peintre français. Il produit une musique pop aux influences grecques, mêlée au RnB, au rap et à l'electro. Il compte à son actif un album, Premier degré (2023), un EP, Contre-jour (2017, ressorti en 2019), cinq singles, dont Les Mots bleus (2019) repris de la chanson de Christophe, Lavi (la même année), et Tata, sorti en 2021.

## Biographie
Johan Papaconstantino naît le 16 décembre 1991 à Aix-en-Provence, d'un père d'origine grecque et d'une mère d'origine corse, et grandit à Marseille.
Il commence la musique à l'adolescence en s'initiant à la guitare avec l'instrument de son grand-père, sous l'influence du jazz manouche et notamment du style de Django Reinhardt, mais également inspiré par la funk et le rock de David Gilmour et d'Alvin Lee pour la guitare électrique. En parallèle de cela, il débute sur les platines vinyles de son père, mixant des morceaux funk, house ou electro. Johan est également à cette période un « boulimique » de musique, voulant « tout connaitre », et télécharge alors des discographies entières sur Kazaa ou eMule.
Johan s'intéresse également aux arts picturaux, et commence à peindre à l'âge de 16 ans, mais ayant depuis toujours dessiné (des personnages de jeux vidéo, de mangas, etc.). Il effectue dans un lycée marseillais une formation spécifique aux arts appliqués. Il tente par la suite plusieurs écoles d'art, mais arrête finalement les études.
S'installant à Paris, Papaconstantino participe notamment au Wonder alors situé à Saint-Ouen, un espace de création géré par des artistes, où il peint. Simultanément, il joue dans plusieurs groupes, notamment un temps dans le groupe de musique électronique parisien La Tendre Émeute, en tant que guitariste, puis batteur, et également chanteur.
En 2016, Papaconstantino publie ses premiers morceaux sur SoundCloud. Son nouveau projet musical en solo émerge réellement à la mi-2017, avec la publication de Pourquoi tu cries ??, chanson d'amour écrite à la suite d'une rupture avec sa petite amie, un des titres qui formeront l'EP Contre-jour. Ces premiers morceaux sont rapidement remarqués, l'EP « affirme un style, célébrant les noces de la chanson, de l’électro et du rap avec des sonorités puisées dans les Balkans » selon Télérama. C'est en effet l'influence orientale, et plus particulièrement de la musique grecque (le rebétiko et le laïkó qui en découle) héritée de sa famille grecque et de ses voyages en Grèce qui font la particularité de l'œuvre musicale de Johan Papaconstantino. On retrouve parfois quelques paroles en grec, et des sons de bouzouki, un luth considéré comme l'instrument national de la Grèce. Dans la chanson Lundi, l'artiste échantillonne la chanson Tou Votanikou O Magas (1975) de Grigóris Bithikótsis, chanteur et joueur de bouzouki grec très populaire dans ce pays, et artisan de la création de la musique laïkó. L'emploi de l'auto-tune est également notable.
Par la suite, Papaconstantino publie deux singles en 2019, Les Mots bleus et Lavi. Les Mots bleus reprend la chanson interprétée en 1974 par Christophe et composée par Jean-Michel Jarre, et résulte d'une proposition faite par Didier Varrod lors d'une résidence de l'artiste à l'émission Foule sentimentale de France Inter. Cette même année, le 1er mars 2019, l'EP Contre-jour est republié chez Animal63, bien qu'il soit disponible sur YouTube et SoundCloud depuis 2017.
Le musicien participe au festival Les Inrocks en 2018, faisant à l'occasion une installation artistique à la Gaîté-Lyrique à Paris, et en 2019 notamment aux festivals parisiens We Love Green, Days Off de la Philharmonie de Paris et Fnac Live, ainsi qu'à Art Rock à Saint-Brieuc.
En 2021, Papaconstantino sort un nouveau single, intitulé Tata.
Parallèlement à cette carrière musicale, la peinture offre de plus à Johan Papaconstantino « une petite reconnaissance dans le milieu » des arts plastiques contemporains. Son œuvre picturale est empreinte de l'influence de la peinture de la Renaissance, avec de nombreuses évocations de la religion. Les Inrockuptibles parle de « toiles majoritairement XXL, sorte de rencontre improbable et majestueuse entre le Caravage et l'esthétique Windows 98 ». L'artiste évolue avec le même nom dans les deux domaines artistiques, consacrant autant de temps aux deux activités, et estimant : « Je peux peindre la journée, produire le soir, c’est une belle alchimie. Ça permet de faire respirer ces deux domaines, de rafraîchir les idées, de s’aérer. ».

## Discographie

### Singles
- Les Mots bleus (2019)
- Lavi (2019)
- Tata (2021)
- Glass (2022)
- Mode d'emploi (2022)